# Kanton Saint-Philbert-de-Grand-Lieu
Kanton Saint-Philbert-de-Grand-Lieu (fr. Canton de Saint-Philbert-de-Grand-Lieu) je francouzský kanton v departementu Loire-Atlantique v regionu Pays de la Loire. Tvoří ho pět obcí.

## Obce kantonu
- La Chevrolière
- La Limouzinière
- Saint-Colomban
- Saint-Lumine-de-Coutais
- Saint-Philbert-de-Grand-Lieu